# 紀和鏡
紀和 鏡（きわ きょう、女性、1945年10月23日 -）は、日本の小説家、推理作家。本名は中上かすみ（旧姓、山口）。作家、中上健次の妻。

## 人物・来歴
東京都生まれ。二階堂高等学校卒業。同人雑誌『文藝首都』に属し、中上健次と知り合い、柄谷行人・冥王まさ子夫妻の媒酌で結婚した。1985年、『Aの霊異記』で小説家デビューを果たす。伝奇小説を数多く執筆する。1992年の中上の死後は本名・中上かすみとしても登場することがある。
1988年から1994年まで、現代書館の雑誌『マージナル』の編集委員を朝倉喬司・中川六平・森田一朗とともに務める。
長女は作家の中上紀、次女は陶芸家で作家の中上菜穂。筆名は「気は狂」から中上健次が命名した。

## 作品リスト
- 『Aの霊異記』（講談社、1985年）
- 『邪星記 異神の宴』（徳間書店（トクマノベルズ）、1985年）
- 『鬼神伝説』伝奇ロマン （講談社ノベルス、1985年）
- 『幻花伝双神の門』（実業之日本社（ジョイ・ノベルス）、1986年）
- 『邪星記 曼陀羅の砦』（徳間書店（トクマノベルズ）、1986年）
- 『諏訪龍神伝説』（講談社ノベルス、1987年）
- 『聖鬼伝 1 摩族たちの祝祭』（実業之日本社（ジョイ・ノベルス）、1987年）
- 『黒潮殺人海流』 (集英社文庫、1987年）
- 『薪能殺人舞台』（祥伝社（ノン・ポシェット）、1987年）
- 『聖鬼伝 2 殺戮者たちの夜』（実業之日本社（ジョイ・ノベルス）、1987年）
- 『邪星記 弥勒の船』（徳間書店（トクマノベルズ）、1987年）
- 『狙われたオリンピック』（集英社文庫、1987年）
- 『万葉殺人紀行』（祥伝社（ノン・ポシェット）、1987年）
- 『星乃国邪神伝説』（講談社ノベルス、1987年）
- 『時の蛇 - 新雨月物語』（実業之日本社、1988年）
- 『白の霊異記』（講談社、1988年）
- 『エメルダの天使』（集英社文庫、1988年）
- 『黄金迷宮』（徳間書店（トクマノベルズ）、1988年）
- 『エンジェルの館』（集英社文庫、1989年）
- 『呪文の惑星』上下 （大陸書房 (大陸ノベルス）、1989年）
- 『秩父夜祭り殺人囃子』（中央公論社（C・NOVELS）、1989年）
- 『夢のアマルー』（徳間書店（トクマノベルズ）、1989年）
- 『あのこをさがす旅』（理論社、1990年）
- 『鳥人記 1 翁の神歌』（大陸書房 (大陸ノベルス）、1990年）
  - 『鳥人記 2 風の絵文字』（大陸書房 (大陸ノベルス）、1990年）
  - 『鳥人記 3 時の迷宮』（大陸書房 (大陸ノベルス）、1991年）
- 『国境のない地図』（徳間書店、1991年）
- 『イラストで読む雨月物語』（学研、1992年）
- 『首塚巡礼花魁道中』（現代書館、1998年）
- 『夢熊野』（集英社、2002年）